# 이남철
이남철(李楠喆, 1960년 10월 8일~)은 대한민국의 정치인이다. 제46대 경상북도 고령군수(민선 8기)이다.

## 학력
- 고령국민학교(졸업)
- 고령중학교(졸업)
- 고령고등학교(졸업)
- 가야대학교(사회복지학 학사)
- 영남대학교 행정대학원(자치행정학 석사)

## 경력
- 경상북도 고령군 쌍림면장
- 고령군청 재무과장
- 고령군청 기획조정실장
- 고령군청 총무과장
- 경상북도 고령군 대가야읍장
- 고령군청 행정복지국장
- 2022.07~: 제46대(민선 8기) 경상북도 고령군수
- 2023.09~: 인구감소지역 시장‧군수‧구청장 협의회 부회장

## 전과
- 부정청탁및금품등수수의금지에관한법률위반: 벌금 3,000,000원 - 2018년 1월 2일 선고[1]

## 역대 선거 결과
| 실시년도 | 선거      | 대수 | 직책 | 선거구      | 정당     | 득표수  | 득표율          | 순위 | 당락 | 비고           |
| -------- | --------- | ---- | ---- | ----------- | -------- | ------- | --------------- | ---- | ---- | -------------- |
| 2022년   | 지방 선거 | 46대 | 군수 | 경북 고령군 | 국민의힘 | 7,113표 | \| \| 42.10% \| | 1위  |      | 초선, 민선 8기 |
|          | 42.10%    |      |      |             |          |         |                 |      |      |                |